# Pleasant Hill, Kalifornien
Pleasant Hill är en stad (city) i Contra Costa County, i delstaten Kalifornien, USA. Enligt United States Census Bureau har staden en folkmängd på 33 689 invånare (2011) och en landarea på 18,3 km².